# Жебелян, Исидора
Исидора Жебелян (серб. Isidora Žebeljan; 27 сентября 1967, Белград — 29 сентября 2020[…], Белград) — сербский композитор и дирижёр, профессор Белградской музыкальной академии, член Сербской академии наук и искусств. За свою музыку она получила множество национальных наград, в том числе Национальной музыкальной премии им. Стевана Мокраньяца. Премия 2004 года.

## Биография
Исидора Жебелян обучалась на кафедре композиции музыкального факультета Белградского университета у Властимира Трайковича (серб. Vlastimir Trajković). В 2006 году была избрана членом Сербской академии наук и искусств.
Муж: Борислав Чичовацкий (серб. Borislava Čičovačkog), гобоист, разносторонний музыкант и писатель.
Сын: Петр (серб. Petar).
Умерла Исидора Жебелян после длительной тяжелой болезни 29 сентября 2020 года в Белграде.

## Творчество
Впервые Белградский филармонический оркестр исполнял её музыку в 1993 году. Симфония «Escenas Picaras» была студенческой работой Исидоры Жебелян.
Привлекла международное внимание оперой «Zora D», премьера которой состоялась в Амстердаме в 2003 году.
Написала 25 композиций от камерной и симфонической музыки до оперы.
Её сочинения входили в репертуар мировых фестивалей

## Награды и признания[5]
- 1989 год — Премия Йосипа Славенски;
- 1993 год — Премия Международного форума композиторов;
- 1996 год — Премия ЮСТАТ Биеннале театрального дизайна за лучшую оригинальную театральную партитуру;
- 1998 год — Премия Стерии; Премия ЮСТАТ Биеннале театрального дизайна за лучшую оригинальную театральную партитуру;
- 2000 год — Премия ЮСТАТ Биеннале театрального дизайна за лучшую оригинальную театральную партитуру;
- 2001 год — Премия Василия Мокраняка; Премия Стерии;
- 2002 год — Премия ЮСТАТ Биеннале театрального дизайна за лучшую оригинальную театральную партитуру;
- 2004 год — Национальная музыкальная премия имени Стевана Мокраньяк[6];
- 2005 год — Лауреат стипендии Фонда Чивителлы Ранинери (Нью-Йорк);
- 2006 год — Премия Стерии;
- 2009 год — Берлинский журнал Der Freitag назвал Исидору Жебелян одной из десяти самых многообещающих общественных фигур в мире[14];
- 2010 год — Белградские газеты Danas назвала Исидору Жебелян персоной десятилетия в области музыки;
- 2012 год — Член Всемирной академии искусств и наук (WAAS); признание достижений Рашкинских духовных церемоний за постоянный вклад в сербскую культуру (Стефан Првовенчани); Приз ФИПРЕССИ Сербской ассоциации кинематографистов за лучшую музыку к фильму «Как меня украли немцы»;
- 2013 год — Премия Парламентской ассамблеи Средиземноморья за выдающиеся достижения в области искусства;
- 2014 год — Премия Парламентской ассамблеи Средиземноморья за выдающиеся достижения в области искусства; Премия журнала «Muzika klasika» композитору года.